# شرلی الیس
شرلی الیس (انگلیسی: Shirley Ellis؛ ۱۹ ژانویهٔ ۱۹۲۹ – ۵ اکتبر ۲۰۰۵) یک موسیقی‌دان اهل ایالات متحده آمریکا بود. وی بین سال‌های ۱۹۵۸ تا ۱۹۶۸ میلادی فعالیت می‌کرد.